# Иванково (Угличский район)
Иванково — село в Угличском районе Ярославской области. Относится к Ильинскому сельскому поселению.

## История села
Село пожаловано в 1581 году Иваном Грозным боярину Ивану Петровичу Шуйскому вместе с другими вотчинами за оборону Пскова от войск Стефана Батория — видимо, в честь Шуйского село и получило своё название. Впоследствии Шуйский был обвинён в заговоре против Бориса Годунова, сослан в Кирилло-Белозерский монастырь, пострижен насильно в монахи и был там же 16 ноября 1588 года задушен дымом в собственной келии. Церковь в селе, на месте нынешней, существовала ещё с домонгольских времён. Холм под ней, как полагают, древнего насыпного происхождения.
Во время Смутного времени село и церковь были разорены. В 1617 году была построена деревянная церковь во имя Космы и Дамиана с приделами Николая-Чудотворца и Леонтия Ростовского, простоявшая без малого двести лет.
Село имеет планировку в форме креста. Ранее в нём была школа. В селе некогда было более 20 прудов и 600 домов, сейчас сохранился всего один пруд и не более трёх жилых домов.

## Население
| 1859 | 2007 | 2010 |
| ---- | ---- | ---- |
| 262  | ↘6   | ↗11  |

## Церковь во имя Казанской иконы Божьей Матери
В 1802 году была освящена новая каменная церковь, построенная на средства прихожан и помещиков Арнаутовых, во имя Казанской иконы Божией Матери с приделами Косьмы и Дамиана и Николая Чудотворца. У церкви интересная архитектурная планировка — в виде круга. Такого плана церкви очень редко встречаются — в Ярославской области единственная. Через сто лет, в начале XX века, в церкви сделаны поновления — обновлена была роспись, сейчас уже почти утраченная. На кладбище были похоронены местные помещики Арнаутовы, сохранилось несколько их надгробий. Церковь была закрыта в начале 60-х годов XX века. Из неё в музее им. Андрея Рублёва хранятся Царские врата 1617 года.
В конце 1998 года началось восстановление храма.